# Tokyo Magnitude 8.0
Tokyo Magnitude 8.0 (Japonês: 東京マグニチュード8.0 Hepburn: Tōkyō Magunichūdo 8.0) é uma série de anime japonesa que estreou em 9 de julho de 2009 no espaço noitaminA da TV Fuji. Dirijido por Masaki Tachibana e escrito por natsuko takahashi, Tokyo Magnitude 8.0 é uma série original co-produzida pelo estúdio 
Bones e Kinema Citrus. O anime ainda venceu o prêmio de excelência de animação no Japan Media Arts Festival em 2009.

## Enredo
Mirai, uma caloura ranzinza do ensino médio vai com o seu irmão Yuuki à ilha artificial de Odaiba para uma exposição de robôs no início das férias de verão. Durante o passeio, inesperadamente ocorre um grande terremoto de magnitude 8.0 e com ele, efeitos colaterais como incêndios, tsunamis, deslizamentos, pequenos tremores e desabamentos também são trazidos. Os dois irmãos agora contarão com a ajuda de Mari, uma motociclista que está se esforçando para encontrar a sua filha, Hina e a sua mãe em Sangenjaya. Juntos, os três viajam por uma Tóquio quase que totalmente devastada para voltarem para casa são e salvos.

## Personagens
- Mirai Onozawa
- Yuuky Onozawa
- Mari Kusakabe
- Hina Kusakabe
- Mayu
- Megu
- Kento Nonomiya
- Risa
- Yuka
- Masami Onozawa
- Seiji Onozawa
- Itsuki Kawashima
- Masashi Furuichi